# Botschaft der Republik Benin in Berlin
Die Botschaft der Republik Benin in Berlin (französisch Ambassade de la République du Bénin en Allemagne) war die offizielle diplomatische Vertretung des westafrikanischen Landes Benin in Deutschland. Sie befand sich zuerst in der Rüdigerstraße 10 im Bonner Ortsteil Mehlem und später in Berlin in der Englerallee 23 im Ortsteil Dahlem des Bezirks Steglitz-Zehlendorf. Im Jahr 2020 wurde sie auf Veranlassung der Regierung von Benin geschlossen.

## Geschichte der diplomatischen Beziehungen

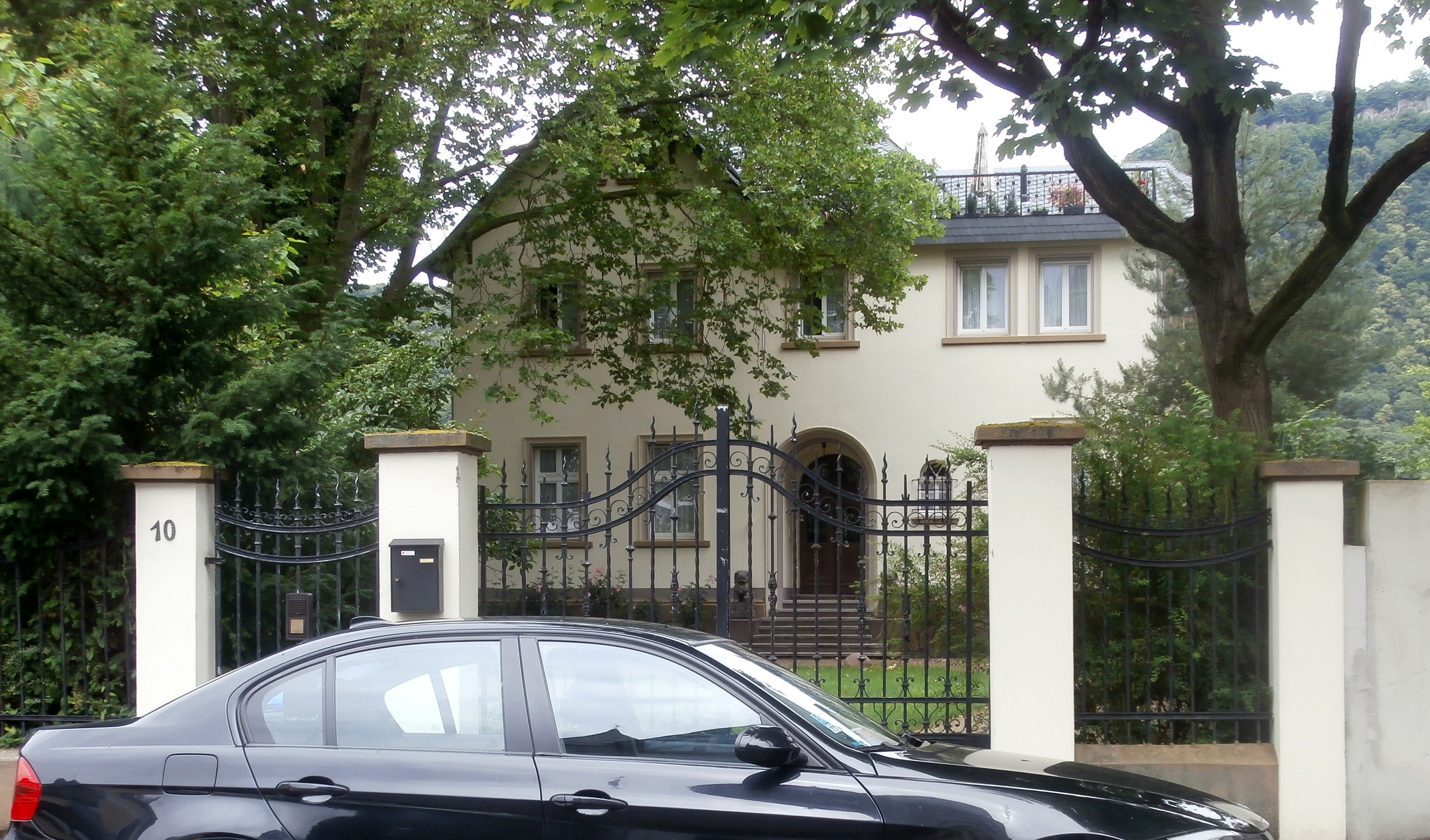
Vormalige beninische Botschaft in Bonn-Mehlem

Am 30. Juli 1960 erkannte die Bundesrepublik Deutschland als einer der ersten Staaten die damalige neue Republik Dahomey (ab 1975: Benin) völkerrechtlich an. Nicht ganz ein Jahr später, am 15. Juni 1961, wurde Marcel Dadjo als erster Botschafter des westafrikanischen Landes akkreditiert, womit in der damaligen Bundeshauptstadt Bonn die insgesamt dritte Botschaft des Landes (nach Paris und Washington, D.C.) eröffnet wurde.
Die DDR und Dahomey nahmen 1973 diplomatische Beziehungen auf, die bis 1990 bestanden. Der DDR-Botschafter in Nigeria war in Dahomey (später: Benin) zweitakkreditiert.
Nach der deutschen Wiedervereinigung und der Verlegung des Regierungssitzes nach Berlin wurde auch die Botschaft aus Bonn in die neue Hauptstadt verlegt. Die offizielle Eröffnung im Ortsteil Dahlem erfolgte im Sommer 2006. Als diplomatischer Posten mit bi- und multilateralen Befugnissen war die Botschaft der Republik Benin in Deutschland auch die Ländervertretung für Polen, Rumänien, die Slowakei und Tschechien.
Im Jahr 2020 beschloss die beninische Regierung, die diplomatische Organisation des Landes neu zu ordnen. Neben anderen Botschaften wurde auch die Vertretung in Deutschland zum 31. Juli 2020 geschlossen.
Für die in Deutschland lebenden Bürger Benins ist seitdem die Botschaft in Paris zuständig. In Deutschland ist das Land über Honorarkonsulate in Troisdorf, München und Saarbrücken vertreten.

## Botschafter
- Siehe: Liste der beninischen Botschafter in Deutschland